# Szkoła Podstawowa nr 1 im. Mikołaja Kopernika w Błoniu
Szkoła Podstawowa nr 1 im. Mikołaja Kopernika w Błoniu (wcześniej Szkoła Powszechna im. ks. Józefa Poniatowskiego) założona w 1918 roku. Znajduje się na ul. Poniatowskiego 19.                                                                                           

## Historia
Jest to najstarsza szkoła w mieście. Wraz z chęcią poprawy warunków uczenia się wynajmowano pomieszczenie przy szosie warszawskiej, prywatne sale od pana Winnickiego oraz lokal w budynku Ochotniczej Straży Pożarnej, a w 1924 r. odnowione zostały dwa pomieszczenia szkolne. Jednak nie dawało to znaczącego polepszenia sytuacji, gdyż liczba uczniów wzrastała w ogromnym tempie. W 1929 odnotowano już ponad 1000 uczniów. Ze względu na kryzys gospodarczy nie można było sfinansować wzniesienia nowego budynku szkoły. Sytuacja nieco się polepszyła  pod koniec 1929 r. To właśnie wtedy Zarząd Miejski zdecydował się na kupno pałacyku przy ul. Narutowicza. Wówczas szkoła została podzielona na  Szkołę Powszechną nr 1 (650 uczniów) oraz Szkołę Powszechną nr 2 (400 uczniów). Budowa nowego budynku miała się zacząć dopiero w 1935 roku.  W końcu placówka została oddana do dyspozycji 4 września 1938 roku, jednak pozostawała w stanie surowym. Nauczyciele i uczniowie otrzymali: "dwie szatnie, pokój nauczycielski, kancelarię, 8 sal przeznaczonych na prowadzenie lekcji, gabinet na pomoce naukowe, bibliotekę, pracownię robót ręcznych".                                                                                           
Podczas wakacji 1939 społeczeństwo błońskie zaangażowało się w pracę przy wykańczaniu nowego budynku szkoły. Otwarcie placówki było ustalone na 4 września 1939 roku, jednak przygotowania przerwał wybuch II wojny światowej. 13 września 1939 r. wojska niemieckie wkroczyły do Błonia, a po przejęciu budynku placówka została przemieniona na szpital polowy.

## Szkoła w XXI wieku

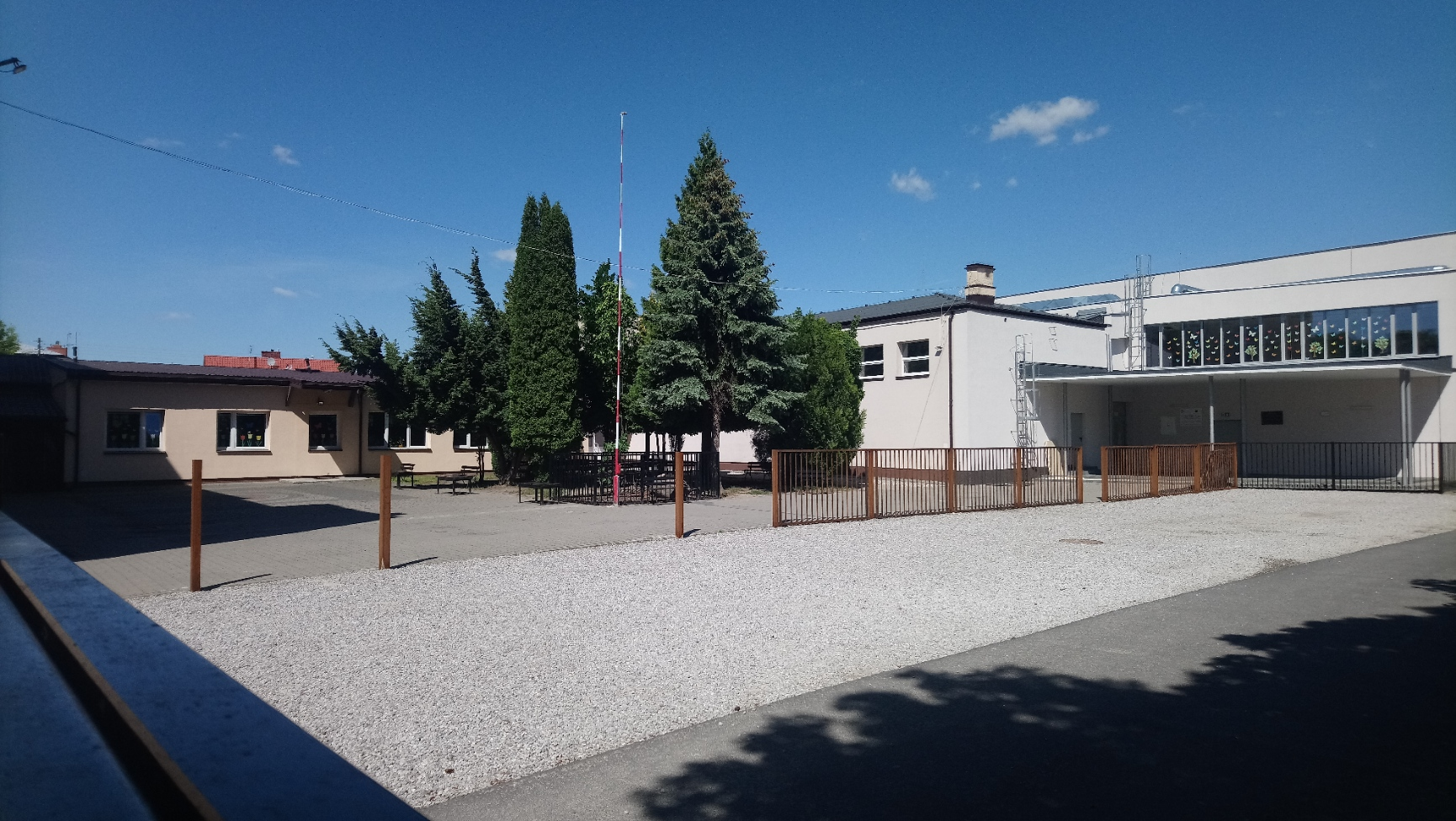
Dziedziniec szkolny (2020)

Szkoła obchodziła w 2018 uroczyście swoje 100-lecie. W dniu 22 czerwca 2018 otwarto nową halę sportową, a przecięcia wstęgi dokonali posłanka na Sejm Kinga Gajewska, burmistrz miasta Błonie Zenon Reszka, proboszcz Parafii Narodzenia Pańskiego w Błoniu Tadeusz Jaworski oraz Anna Darowska-Jaczyńska z Wydziału Oświaty, Kultury i Sportu Urzędu Gminy Błonie.

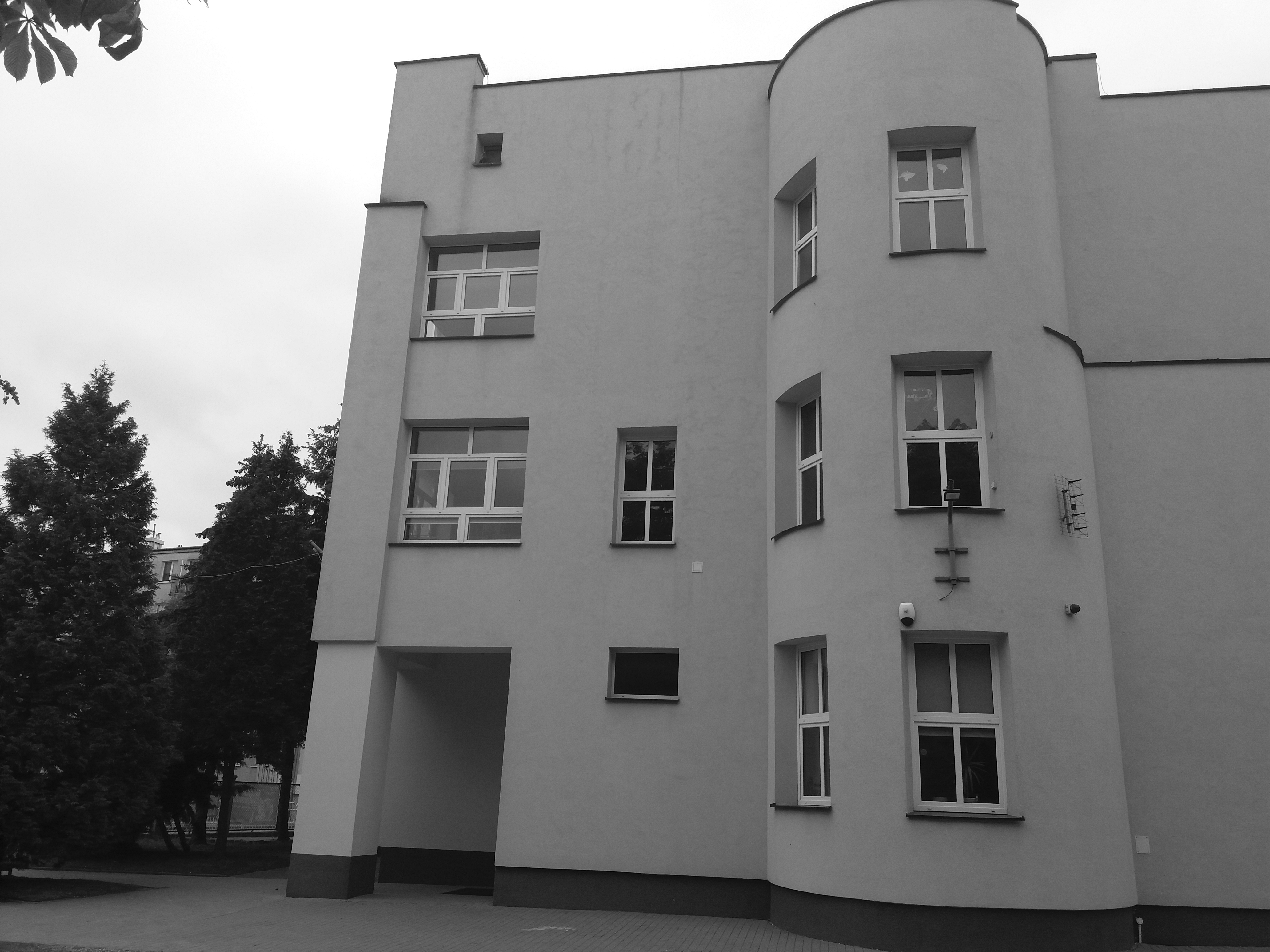
widok klatki schodowej

W lutym 2020 roku szkoła powiększyła się o nowoczesny blok pracowni tematycznych dla klas starszych oraz obszerne klasy nauczania wczesnoszkolnego z dostępem dla osób niepełnosprawnych.

## Kierownicy i dyrektorzy szkoły: 1918–2018
- Michał Kopczyński - od 1918 r. do 1927 r.
- Józef Niemstak - od 4 V do 31 XI 1927 r.
- Jan Kamosiński - od 1927 r. do 1961 r.
- Czesław Rytka - od 1962 r. do 1975 r.
- Stefan Okraska - od 1975 r. do 1999 r.
- Lucyna Żakowska - od 1999 r. do 2009 r.
- Wojciech Kowalczyk - od 2009 r. do 2010 r.
- Magdalena Rak - od 2010 r.

## Znani absolwenci
- Marcin Wojciech Solarz[4] - autor książek o Błoniu, prodziekan Wydziału Geografii i Studiów Regionalnych Uniwersytetu Warszawskiego, dr hab. profesor UW[5]